# الخضيري (الدقهلية)
قرية الخضيرى هي إحدى القرى التابعة لمركز منية النصر في محافظة الدقهلية في جمهورية مصر العربية. حسب إحصاءات سنة 2006، بلغ إجمالي السكان في الخضيرى 2269 نسمة، منهم 1215 رجل و1054 امرأة.